# Burden of proof
Burden of proof is een studioalbum van Soft Machine Legacy.
In 2002 begonmen Ex-Soft Machineleden Hugh Hopper, Elton Dean, Allan Holdsworth en John Marshall op te treden onder de naam Soft Machine Legacy. Aangekomen in 2012 zijn Dean en Hopper overleden en had Holdsworth andere bezigheden. Andere ex-leden van Soft Machine namen hun plaats in, maar dat gold niet voor Theo Travis; hij heeft nooit in Soft Machine gespeeld. Het album is in augustus 2012 opgenomen in San Sebastiano da Po. 
Burden of proof werd het laatste album met de toevoeging Legacy; de band liet dat vallen en speelde verder onder Soft Machine.

## Musici
- John Etheridge – gitaar
- Theo Travis – dwarsfluit, saxofoon, toetsinstrumenten
- Roy Babbington – basgitaar
- John Marshall – slagwerk

## Muziek
De onderstaande stukken worden achter elkaar doorgespeeld.

| Nr. | Titel                                           | Duur |
| --- | ----------------------------------------------- | ---- |
| 1.  | Burden of proof (Etheridge)                     | 5:51 |
| 2.  | Voyage beyond seven (Travis)                    | 4:54 |
| 3.  | Kitto (Etheridge)                               | 1:51 |
| 4.  | Pie chart (Etheridge)                           | 5:07 |
| 5.  | JSP (Marshall)                                  | 1:03 |
| 6.  | Kings and queens (Hopper)                       | 6:46 |
| 7.  | Fallout (Travis)                                | 7:00 |
| 8.  | Going somewhere canorous (Babbington, Marshall) | 1:14 |
| 9.  | Black and crimson (Travis)                      | 5:05 |
| 10. | The brief (Marshall, Travis)                    | 2:28 |
| 11. | Pump room (Etheridge)                           | 5:19 |
| 12. | Green cubes (Soft Machine Legacy)               | 5:33 |
| 13. | They landed on a hill (Etheridge, Travis)       | 3:03 |

Kings and queens is afkomstig van het album Fourth van Soft Machine.